# Kłady
Kłady [ˈkwadɨ] est un village polonais de la gmina de Zduńska Wola dans le powiat de Zduńska Wola et dans la voïvodie de Łódź.